# Vitorino Teixeira Laranjeira
Vitorino Teixeira Laranjeira GoM (Amarante, 21 de Março de 1855 - Amarante, 13 de Fevereiro de 1934) foi um militar e professor português.

## Biografia

### Nascimento e formação
Nasceu na freguesia de São Gonçalo, concelho de Amarante, em 21 de Março de 1855. Era filho de João Teixeira Laranjeira e Maria do Sacramento.
Ingressou na Universidade de Coimbra, onde se diplomou como bacharel em matemática.

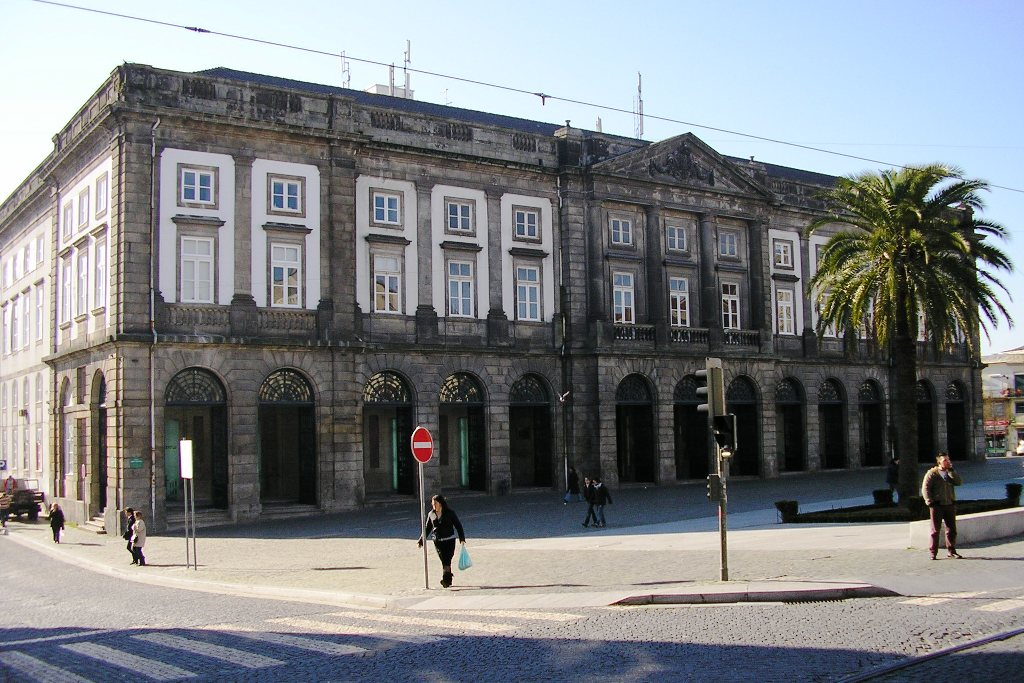
Antigo edifício da Academia Politécnica do Porto.

### Carreira académica
Foi professor no Instituto Industrial do Porto, na Academia Politécnica do Porto, e nas Faculdade Técnicas e de Engenharia da Universidade do Porto.
Em 7 de Abril de 1887, foi nomeado como lente substituto na secção de Matemática da Academia Politécnica, após ter apresentado a dissertação O Impulso das Terras, tendo começado a ocupar aquela posição em 29 de Junho. Por um Decreto de 18 de Agosto e uma carta régia de 22 de Setembro desse ano, passou a lente proprietário da 14.ª Cadeira, Construções e vias de comunicação. Quando foi formada a Universidade do Porto, passou para a Faculdade Técnica e depois para a de Engenharia. Em 1915, passou a exercer como professor ordinário, e por um Decreto de 27 de Janeiro de 1916 tornou-se director na Faculdade Técnica. Em 1918, foi um dos assinantes da moção de pesar que foi apresentada pela Universidade do Porto na sequência do assassinato de Sidónio Pais. Foi padrinho de doutoramento em engenharia de Gago Coutinho e de Sacadura Cabral, numa cerimónia no Salão Nobre da Faculdade Técnica em 6 de Dezembro de 1922. Em 1925 atingiu o limite de idade, embora tenha sido autorizado para continuar no ensino até 1929. Entretanto, em 1927 completou o doutoramento em engenharia na Faculdade de Engenharia da Universidade do Porto. Por ter sido docente durante 42 anos, foi homenageado com o grau de Director Honorário da Faculdade de Engenharia da universidade do Porto. Durante a sua carreira, também exerceu como vice-reitor da Universidade do Porto, e vogal do Conselho Académico.
Vitorino Laranjeira também participou na cerimónia de inauguração do monumento a Júlio Dinis, em frente do Hospital de Santo António, em 2 de Dezembro de 1926, e na sessão comemorativa do 90º aniversário da Academia Politécnica do Porto, em 16 de Março de 1927.
Foi membro do Conselho Superior de Instrução pública, e da Comissão Geodésica. Também ocupou a posição de vereador na Câmara Municipal do Porto, onde dirigiu o pelouro das Obras, tendo supervisionado o projecto para a Avenida dos Aliados. Também fez parte da administração da Companhia das Docas do Porto e dos Caminhos de Ferro Peninsulares, tendo sido o responsável pelo programa de estudo e construção para o lanço da Linha do Douro entre o Pocinho e Barca de Alva. Foi igualmente nomeado como presidente da Comissão da Cultura do Tabaco, no Douro.
Também exerceu como escritor, tendo publicado várias obras científicas e sobre literatura, destacando-se os livros Resumo da História da Arquitectura (1892-1895), A propósito do Raio Mínimo de Um Arco de Parábola Compreendido entre duas Tangentes, de 1900, e Duas construções geométricas muito simples para a determinação do menor raio de curvatura da parábola compreendido entre os pontos de tangencia de dois alinhamentos rectos, de 1927.

### Carreira militar
Iniciou a sua carreira militar na Escola do Exército, em Lisboa, tendo-se formado como tenente-engenheiro. Atingiu o posto de general de engenharia.

### Falecimento
Após a sua reforma, regressou a Amarante, tendo falecido em 13 de Fevereiro de 1934, na Casa da Acentuada, nos arredores daquela vila, aos 78 anos.

## Homenagens
Foi por várias vezes condecorado, tendo recebido em 24 de Maio de 1927 o grau de Grande Oficial na Ordem do Mérito.